# Maartje Goderie
Maartje Goderie (Bolduque, 5 de abril de 1984) es una exjugadora neerlandesa de hockey sobre césped.

## Trayectoria
Goderie tuvo su primera participación en los Juegos Olímpicos en Pekín 2008. Derrotó en la final del torneo a la selección anfitriona y obtuvo la medalla de oro. En Londres 2012 obtuvo la medalla de oro al vencer a Argentina en la final del torneo.